# Schlacht um Ilowajsk
Koordinaten: 48° 20′ 0″ N, 38° 25′ 0″ O
Die Schlacht um Ilowajsk war ein Kampf zwischen den sich selbst Volksmilizen nennenden prorussischen Kräften und Einheiten der russischen Streitkräfte einerseits sowie der Ukraine andererseits, der vom 10. August 2014 bis zum 2. September 2014 in Ilowajsk andauerte. Die um diese Zeit abgewendete rasche Einkesselung der regierungsfeindlichen Bewaffneten markierte den Wendepunkt im Russisch-Ukrainischen Krieg, der zu einem Andauern des Krieges führte.

## Vorgeschichte
Nachdem am 5. Juli 2014 Slowjansk gefallen war, startete die ukrainische Armee zusammen mit Freiwilligenbataillonen eine Gegenoffensive auf Donezk. Während des Vormarsches auf Donezk kämpfte die ukrainische Armee von Süden her, um die russisch-ukrainische Grenze zu sichern und Unterstützung aus Russland zu unterbinden. Damit standen die Freischärlermilizen zunächst kurz vor einer Niederlage.

## Die Schlacht
Das Bataillon Donbas, welches von Semen Sementschenko angeführt wurde, nahm am 18. August 2014 große Teile der Stadt ein, die bis dahin von den Milizen gehalten wurde, und hisste die ukrainische Flagge auf dem Gebäude der Stadtverwaltung. Am 20. August 2014 gab die Ukraine bekannt, dass sie die Stadt vollständig kontrolliere, was von den Milizen bestritten wurde. Nach einer Woche erbitterter Kämpfe wurde bekannt, dass 7.000 ukrainische Soldaten eingekesselt worden seien. Bei Zwischenvorstößen der Ukrainer waren zwischenzeitlich russische Soldaten in russischen Armeefahrzeugen getötet worden, Russland hatte laut ukrainischen Angaben acht Bataillone seiner Armee zum Kampf über die Grenze gesandt.
Der russische Präsident Wladimir Putin gab bekannt, dass er sich für einen „humanitären Korridor für die eingekesselten ukrainischen Soldaten“ einsetze. Die Ukrainer nutzten diesen vermeintlichen Korridor zur Flucht aus der Stadt, während der sie mit Panzern, Artillerie und mit Mörsern beschossen wurden, sodass nach ukrainischen Angaben 366 unbewaffnete ukrainische Soldaten fielen. Dies wird von vielen Ukrainern als „Massaker von Ilowajsk“ bezeichnet. Ein deutsches Kamerateam, welches im Auftrag von Udo Lielischkies (Weltspiegel) zuvor aus dem Ilowajsker Kessel berichtete, entkam nur knapp den Kämpfen. Laut Semen Sementschenko fielen bei dem Fluchtversuch mehr als 1.000 ukrainische Soldaten. Bei den Kämpfen kamen zudem mindestens 36 Zivilisten ums Leben.
Am 3. September fuhr ein großer Konvoi der russischen Truppen wieder zurück über die Grenze nach Russland. Die Recherchen vom Team um Boris Nemzow führten zur Erkenntnis, dass 150 russische Soldaten in der Schlacht ihr Leben gelassen hatten.

## Folgen
Während der ukrainischen Verluste in Ilowajsk starteten die prorussischen Milizen offenbar mit Unterstützung aus Russland mit regulären russischen Truppen eine Gegenoffensive, bei welcher die Ukraine in die Defensive geriet und die Einkesselung von Donezk und Luhansk abbrechen musste. Auch zuvor nicht umkämpfte Gebiete vor allem im Süden der Oblast wurden von regierungsfeindlichen Truppen angegriffen. Während Zwischen-Vorstößen wurde von ukrainischen Einheiten die russische Präsenz dokumentiert, unter anderem ein Wintores-Scharfschützengewehr und die nur von Russland verwendeten Panzer des Typs T-72B3.
Ab diesem Zeitpunkt wurden auch die überall noch funktionierenden ukrainischen Behörden durch neue Machtstrukturen ersetzt.
Aufgrund der im Jahr 2017 publizierten Fall-Anmeldungen beim Versicherer von Angehörigen der russischen Streitkräfte ließen sich für die in jenem Jahr hauptsächlich in Ilowajsk kämpfenden russischen Soldaten die Verluste auf mehr als hundert Personen schätzen. Boris Nemzow hatte schon Anfang 2015 von einer Hinterbliebenenentschädigung von rund 30.000 Euro für 150 Getötete geschrieben – als Bestandteil von Geheimhaltungsverträgen zu den Umständen des Todes.